# Садове (Маріупольський район)
Садо́ве — село Нікольської селищної громади Маріупольського району Донецької області України.
Населення — 89 осіб.
Відстань до центру громади становить близько 31 км і проходить автошляхом місцевого значення та частково збігається із трасою Н08. Землі села межують із Більмацьким районом Запорізької області.

## Символіка
Офіційний герб села Садове затверджений 29 листопада 2000 року рiшенням сесії сільської ради:
"Золотий щит скошений справа лазуровим перев'язом до лазурової шиповидної бази. На верхній частині червоне яблуко з зеленим листком, на нижній лазурова дата 1926, на базі золота риба."
Такий самий короп зображено на гербі селища Короп.

## Населення
За даними перепису 2001 року населення села становило 56 осіб, із них 83,93 % зазначили рідною мову українську та 14,29 % — російську.

## Промисловість
У 1975 році відкрито родовище амфіболітів (піщаний кар'єр).